# Ali Baba Bujang Lapok

Ali Baba Bujang Lapok (Ali Baba le Vieux Célibataire) est un film comique en noir et blanc en malais de 1961, réalisé, écrit et interprété par la légende malaisienne du grand écran P. Ramlee, et produit à Singapour par Malay Film Productions Ltd., Basé librement sur l'histoire d'Ali Baba des Mille et Une Nuits, le film est occasionnellement auto-référentiel et contient des éléments de comédie anarchique, de burlesque, de satire et de farce. Le titre inclut le suffixe Bujang Lapok parce qu'il s'agit du troisième volet de la série de films comiques Bujang Lapok qui met en vedette le trio P. Ramlee, S. Shamsuddin et Aziz Sattar. Ce film marque les débuts de Sarimah au cinéma, qui connaîtra par la suite une longue carrière cinématographique, et est également notable comme l'un des rares films de P. Ramlee où il joue le méchant.

## Synopsis
Ali Baba (Aziz Sattar) est un pauvre homme qui ne réussit pas dans la vie. Il envoie constamment sa femme chez son frère Kassim Baba pour emprunter de la farine afin qu'ils puissent manger, mais le radin Kassim Baba (S. Shamsuddin) est frustré par son frère et rappelle constamment à sa femme, Norsiah, l'inutilité d'Ali Baba. Lorsque Norsiah vient demander de la farine pour la énième fois, Kassim Baba perd son sang-froid et la réprimande, la renvoyant chez elle en larmes. Elle blâme Ali Baba pour l'avoir mise dans cette situation et lui reproche de ne pas faire d'efforts pour chercher un emploi. Ali Baba finit par céder et part dans les bois pour ramasser du bois de chauffage, où il tombe sur un groupe de 40 voleurs traversant la forêt avec du butin et des trésors. Il se cache dans un arbre et observe leur chef (P. Ramlee) se tenir devant une grotte et chanter un vers de mots apparemment insensés (niat ingsun matek aji semar ngising, en fait un poème en javanais) qui ouvre l'entrée de la grotte. Ali Baba attend que les voleurs aient tous quitté la grotte avant de sortir de l'arbre et d'utiliser les mots magiques pour ouvrir la grotte. À l'intérieur, il découvre une variété de richesses et de trésors, mais ne prend qu'une boîte de pièces d'or.
Avec les pièces d'or, Ali Baba peut rembourser Kassim tout ce qu'il lui doit et vivre plus confortablement. Kassim Baba est envahi par la curiosité et harcèle Ali Baba pour qu'il lui dise comment il est soudainement devenu riche. Ali Baba finit par céder et raconte à Kassim la grotte et le vers magique pour l'ouvrir, mais avant de pouvoir lui dire le vers pour fermer la grotte, ou parler des voleurs qui l'utilisent, Kassim Baba se précipite pour trouver la grotte.
Kassim, dans sa cupidité, essaie de tout voler dans la grotte. Les voleurs reviennent, trouvent la porte de la grotte ouverte et la ferment rapidement. Kassim, qui a oublié le chant pour rouvrir la porte, est piégé et capturé. Kassim essaie de gagner du temps, mais les voleurs finissent par le tuer. Lorsque Kassim ne rentre pas à la maison, Ali Baba se faufile jusqu'à la grotte, où il trouve les restes de son frère. Il recueille Kassim et le fait recoudre en soudoyant le cordonnier du village, Apek, pour le faire.
Les voleurs entendent finalement parler du "travail" étrange d'Apek et identifient Kassim Baba comme l'homme qu'ils ont tué. Les voleurs prévoient de cambrioler sa maison, maintenant sous la protection d'Ali Baba. Cette tentative échoue deux fois grâce à l'intervention de Marjina, la nouvelle servante d'Ali Baba. Le chef des voleurs, enragé par l'incompétence de ses hommes, décide de chercher la maison lui-même. Une fois qu'il l'a trouvée, il se fait passer pour un marchand d'huile visitant la maison d'Ali Baba, tandis que ses voleurs se cachent dans des jarres d'huile gardées dans la cour. Marjina découvre les voleurs cachés et, avec l'aide de la femme d'Ali Baba et de sa belle-sœur veuve, verse de l'huile bouillante dans toutes les jarres individuelles. Après que tous les voleurs ont été vaincus, Marjina attaque et tue le chef lui-même. Ali Baba, reconnaissant pour sa loyauté, la libère.

## Fiche technique
- Titre : Ali Baba Bujang Lapok
- Réalisation : P. Ramlee
- Scénario : P. Ramlee
- Pays d’origine :  Singapour
- Langue : malais
- Genre : Comédie
- Format : Noir et blanc
- Date de sortie : 1961